# Balda
Der börsennotierte Balda-Konzern mit Sitz im ostwestfälischen Bad Oeynhausen war ein Hersteller von Kunststoffkomponenten für medizinische Geräte und Elektronikprodukte.
2016 verkaufte die Balda AG ihr operatives Geschäft an die italienische Stevanato-Gruppe und verblieb als Börsenmantel. Anschließend wurde sie in Clere AG umbenannt und nahm eine neue Geschäftstätigkeit im Bereich der Erneuerbaren Energien auf.

## Geschichte

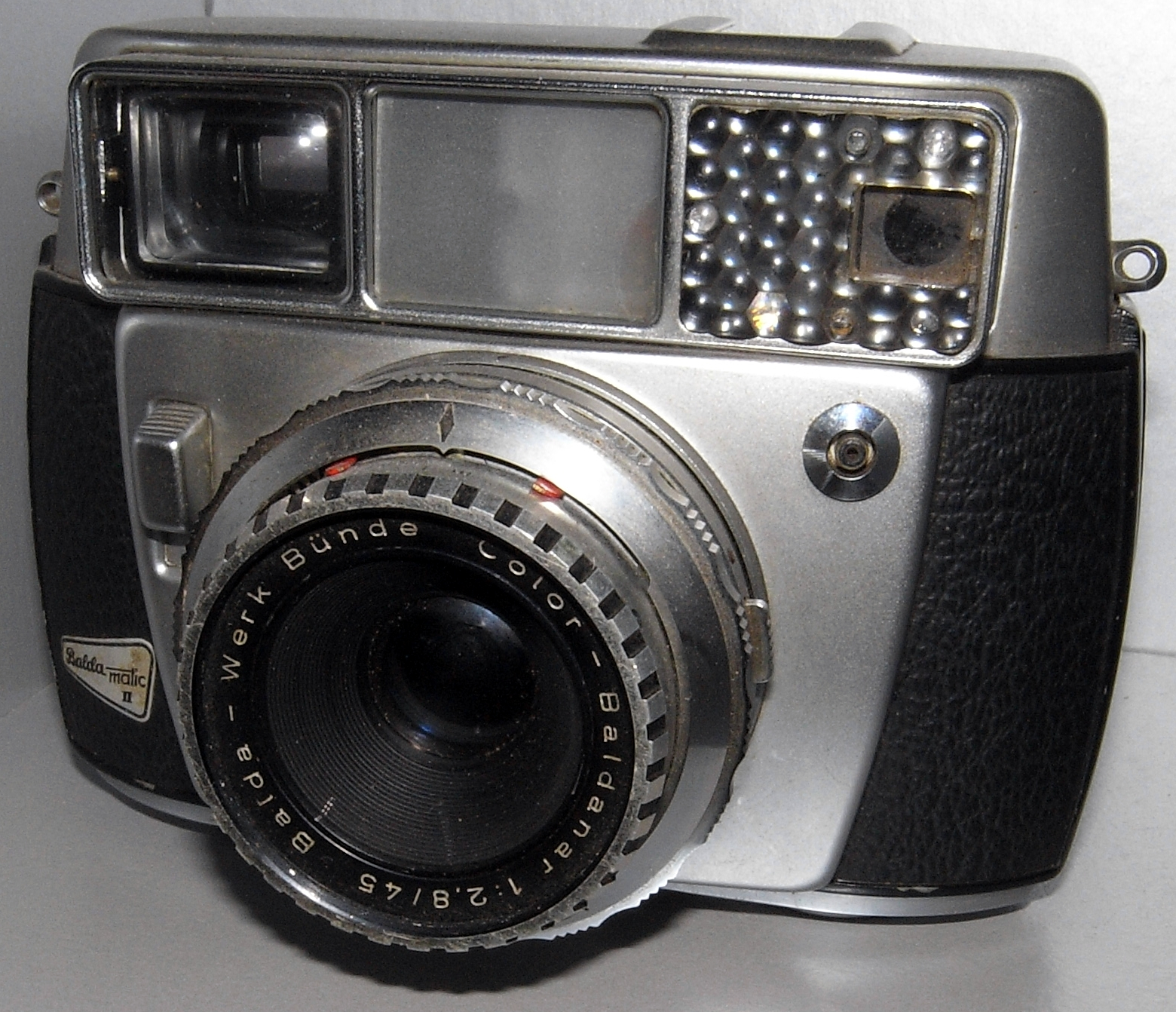
Die Balda Matic II von 1959/1960

### Gründung als Kamerahersteller
Balda wurde 1908 von Max Baldeweg als ein Unternehmen zur Herstellung von Kameras in Dresden gegründet. Nach dem Zweiten Weltkrieg verlegte das Unternehmen seinen Geschäftssitz nach Ostwestfalen. Die Produktion von Kameras endete in den 1980er Jahren angesichts der Konkurrenz aus Fernost. Balda konzentrierte sich auf die Herstellung von Kunststoffteilen.

### Das Unternehmen von 1994 bis 2016
Seit 1994 produzierte Balda vor allem für die Telekommunikations-, Automobil- und Medizintechnik. Im Jahr 2000 wurde eine 35.000 Quadratmeter große Produktionsstätte im Bad Oeynhausener Ortsteil Wulferdingsen errichtet.
Seit 1999 wurde die Aktie der Balda AG an der Frankfurter Börse gehandelt. Anfangs im Neuen Markt gelistet, wurde sie bis zum 23. Juni 2008 im SDAX notiert. Vom 4. März 2010 bis zum 22. September 2014 war die Aktie erneut im SDAX gelistet.
2002 wurde die Balda Medical GmbH & Co. KG gegründet. Anfang 2007 wurden die in Deutschland ansässigen Tochtergesellschaften Balda Heinze GmbH & Co. KG, HeRo Galvanotechnik GmbH sowie die Sächsische Metall- und Kunststoffveredelungs GmbH an die Hanse Industriekapital-Beteiligungs GmbH mit Sitz in Hamburg verkauft. Ende des Jahres 2007 wurde bekannt, dass auch die Balda Solutions Deutschland GmbH sowie der Balda Werkzeugbau verkauft werden sollten. Als der Verkauf an die Aurelius AG Anfang 2008 scheiterte, musste Balda seine beiden Tochterunternehmen kurzfristig zurückkaufen. Im Mai 2008 gelang dann der Verkauf, abermals an die Hanse Industriekapital-Beteiligungs GmbH.
Mit Wirkung zum 1. Dezember 2011 veräußerte Balda die Gesellschaften des früheren Segments MobileCom im Rahmen eines Management-Buy-Out und beendete damit das zuletzt defizitäre Engagement im Mobilfunksektor.
Im Sommer 2006 verschaffte sich das Unternehmen durch Beteiligung an TPK Holding (Xiamen, China) Zugang zur Touchscreentechnologie. Die Beteiligung an der TPK Holding wurde später sukzessive reduziert. Im Februar 2012 wurde durch den Verkauf von 20 Millionen Aktien die Beteiligung von 16,1 auf 7,6 % verringert; der Verkaufserlös belief sich auf 238 Millionen Euro.
Im Geschäftsjahr 2011 erwirtschaftete das Unternehmen einen Konzernumsatz in Höhe von 66,3 Millionen Euro. Weltweit beschäftigte Balda Ende 2013 1178 Mitarbeiter, der überwiegende Teil davon im Segment Electronic Products in Malaysia. In Deutschland beschäftigte der Konzern 217 Mitarbeiter.
2012 akquirierte Balda Medical die Unternehmen C. Brewer Co. und HK Plastics Engineering mit vier Standorten in den USA.
Am 23. September 2015 gab die Balda AG bekannt, das gesamte operative Geschäft mit den Tochterunternehmen Balda Medical GmbH & Co. KG und Balda Solutions Malaysia Sdn. Bhd verkaufen zu wollen. Unter mehreren Interessenten kam am 4. Februar 2016 das  Übernahmeangebot der Stevanato-Gruppe zum Zuge, die zuletzt 95 Millionen Euro geboten hatte.

### Nachfolgeunternehmen
Der Börsenmantel der Balda AG wurde am 8. April 2016 in Clere AG umbenannt; das Nachfolgeunternehmen ist heute im Bereich der Erneuerbaren Energien aktiv.
Das Medizingeschäft wurde Ende 2018 unter dem Dach von Stevanato in die neu gegründete Stevanato Germany GmbH eingebracht, die anschließend in Balda Medical GmbH umfirmierte.

## Segmente
Das Geschäft des Balda-Konzerns war in zwei Bereiche unterteilt:
- Medizintechnik: Entwicklung und Fertigung von Kunststoffprodukten für die Marktsegmente Pharmazie, Diagnostik und Medizintechnik.
- Electronic Products: Entwicklung und Fertigung von Elektronikprodukten der Kommunikations- und Unterhaltungselektronik.

## Aktionärsstruktur
Der Aktienbesitz der Balda AG war per Ende Januar 2014 wie folgt verteilt:
- 29,43 Prozent Elector GmbH, Berlin, Deutschland
- 04,88 Prozent TPG Opportunities/Augustus, Fort Worth/Texas, USA via Octavian Special Master Fund, L.P., Grand Cayman, Cayman Islands
- 02,95 Prozent Point Lobos Capital, Wilmington/Delaware, USA
- 02,79 Prozent Indaba Capital Fund, San Francisco/California, USA
- 59,95 Prozent Streubesitz

## Kennzahlen
| Jahr                           | 1999 | 2000  | 2001  | 2002  | 2003  | 2004  | 2005  | 2006  | 2007  | 2008  | 2009   | 2010  |
| ------------------------------ | ---- | ----- | ----- | ----- | ----- | ----- | ----- | ----- | ----- | ----- | ------ | ----- |
| Umsatz in Mio €                | 60,0 | 160,3 | 158,6 | 198,4 | 272,9 | 377,7 | 397,2 | 157,4 | 257,4 | 283,9 | 138,96 | 141,4 |
| Überschuss/Fehlbetrag in Mio € | 0,3  | 13,6  | 1,1   | 4,6   | 11,6  | 28,0  | 33,4  | −15,4 | −8,4  | −14,2 | 46,4   | 94,4  |
| Mitarbeiter 1                  | 624  | 1.628 | 1.980 | 2.919 | 3.599 | 5.532 | 8.044 | 6.131 | 7.218 | 4.861 | 4.505  | 2.455 |

Stand: 31. Dezember 2010